# Linn Tonstad
Linn Marie Tonstad (* 1978 in Kalifornien) ist eine US-amerikanische Autorin und Professorin für systematische Theologie, Religion und Sexualität an der Yale University. Sie ist Vertreterin der Queer-Theologie und setzt sich für eine Theologie ein, die frei von Stigmata und Unterdrückung funktioniert. Dabei geht sie davon aus, dass ein Glaube entwickelt werden kann, der von den Erfahrungen stigmatisierter Menschen lernt und Fragen über Gott, Erlösung und Jesus neu verhandelt.
Sie ist die Autorin von God and Difference: The Trinity, Sexuality, and the Transformation of Finitude (2016) und Queer Theology: Beyond Apologetics (2018).
Zwischen 2018 und 2020 war sie Fellow am Whitney Humanities Center, Yale University.

## Leben
Tonstad wurde in Kalifornien geboren, zog jedoch mit ihrer Familie nach Norwegen, als sie noch ein Kleinkind war. Ihre Eltern hatten in Kalifornien Medizin studiert und dort geheiratet. Auch Tonstad plante zunächst Medizin zu studieren. Dieser Plan schwand jedoch schnell, als sie Feminismus, systematische Theologie und Philosophie entdeckte. 2009 schloss sie ihr Bachelorstudium der Religionswissenschaft und Philosophie an der La Sierra Universität ab. Den folgenden Master der Religionsphilosophie an der Yale University beendete sie 2003, um 2009, ebenfalls an der Yale University, ihren Ph.D. in Religionswissenschaft abzuschließen.
Nach Lehrjahren an der Perkins School of Theology, der Southern Methodist University und der Valparaiso University, ist sie seit 2012 Professorin an der Yale Divinity School. Ihre Lehrinteressen umfassen christliche Theologie, queere und feministische Theorie, Religionsphilosophie und theologische Methodik. Tonstad verfasste Beiträge für verschiedene Zeitschriften, darunter Modern Theology, International Journal of Systematic Theology und Theology & Sexuality. Sie ist Co-Vorsitzende des Fachbereichs Theologie und sitzt im Lenkungsausschuss des Fachbereichs Queer Studies der American Academy of Religion. Außerdem ist sie Mitherausgeberin bei Political Theology. Derzeit arbeitet sie an ihrem dritten Buch mit dem vorläufigen Titel The Impossible Other: Theology, Queer Theory, and the Temptation of Human Redemption.

## Rezension
2017 wurde Tonstads Buch Queer Theology: Beyond Apologeticslisted von der Zeitschrift The Christian Century als das beste neue Buch in Theologie und das beste Buch in Ethik aufgelistet.
“In this brilliant burst of theological becoming, Linn Tonstad leads us beyond liberal apologetics for sexual difference. Queer Theology reveals something indispensable and yet irreducible to theology itself: arching between desire and death, theology here faces its deformations and unleashes its transformations. Vibrantly engaging her students as well as her theorists, the text queers the deep questions of Christianity.”

—Catherine Keller, Professor, Drew University, The Theological School
Im September 2020 veröffentlichte das Online-Magazin the revealer ein mehrseitiges Interview mit Tonstad über ihre Gedanken zu Mode, Theologie, Körperbildern und Widerstand.
"I noticed right away the striking offset of Linn’s magenta lipstick and ivory-colored, wide-framed glasses, both familiar elements of her personal style. I smiled deeply recalling why I had pursued a conversation with her about theology and fashion. I find the tension between surprise and discipline in Linn’s look delightful – a gender-fluid silhouette one day, tailored the next, a well-tied knot foregrounded by contrasting patterns, a meticulous haircut paired with angular eyewear. Linn wears the paradoxes that fashion experts note is necessary between innovation and conformity, intelligibility and dissonance."

– Jeanine Viau, the revealer, september 2020
Zur 11. Berlin Biennale für zeitgenössische Kunst im September 2020 zeigte das KW Institute for contemporary Art in Berlin ein Video von Linn Tonstad, in dem sie darüber referiert, wie das Anderssein in die kirchliche Lehre integriert werden kann und wie queere Personen ihren Glauben innerhalb der Kirche leben können.

## Auszeichnungen
- 2018–2020 Whitney Humanities Center Fellow, Yale University
- 2010 Teilnehmerin, Research Seminar in Religion und Sexualität, Emory University
- Robert M. Leylan Prize Dissertation Fellowship, Yale University
- 2007–2008 Landesstiftung Baden-Württemberg Fellowshipin Residenz an der Eberhard Karls Universität, Tübingen, Germany
- 2003–2005 A.Bartlett Giamatti Fellowship, Yale University Graduate School
- 2002 Tew Prize, Yale Divinity School

## Publikationen (Auswahl)

### Bücher
- Queer Theology: Beyond Apologetics, Cascade Books. Eugene 2018
- God and Difference: The Trinity, Sexuality, and the Transformation of Finitude, Routledge. New York 2017

### Artikel
- “(Un)wise Theologians: Systematic Theology in the University,” International Journal of Systematic Theology, 21. April 2017
- “Ambivalent Loves: Christian Theologies, Queer Theologies,” Literature & Theology 31.04: 472–489. 2016
- “Everything Queer, Nothing Radical?” Svensk Teologisk Kvartalsskrift92: 118–129. 2016
- “Debt Time is Straight Time,” Political Theology 17.05: 434–448. 2015
- “The Limits of Inclusion: Queer Theology and its Others,” Theology & Sexuality 21.01: 1–19. 2015
- “Pannenberg, Particularity, and Eschatology: Shifting the Debate,” International Journal of Systematic Theology 17.02:194-211. 2014
- “The logic of origin and the paradoxes of language: a theological experiment,” Modern Theology 30.03: 50–73. 2010
- “Sexual Difference and Trinitarian Death: Cross, Kenosis, and Hierarchy in the Theo-Drama,” Modern Theology 26.04: 603–631. 2009
- “‘The ultimate consequence of his self-distinction from the Father...’: Difference and Hierarchy in Pannenberg’s Trinity,” Neue Zeitschrift für Systematische Theologie und Religionsphilosophie 51: 383–399.